# Canellaceae
Die Canellaceae sind eine tropische Pflanzenfamilie in der Ordnung der Canellales.

## Beschreibung

### Erscheinungsbild und Stamm
Die Arten der Canellaceae sind immergrüne Bäume, seltener Sträucher. Der Stamm besitzt ein Kork-Kambium. Die Knoten sind tri-lakunär oder bi-lakunär mit drei Blattspursträngen. Ein internes Phloem ist nicht vorhanden. Das sekundäre Dickenwachstum erfolgt normal. Das Xylem enthält Tracheiden. Die Enden der Gefäßzellen sind schräg sowie leiterförmig oder netzförmig durchbrochen. Die Siebröhren-Plastiden gehören zum P-Typ.

### Blätter
Charakteristisch sind die ledrig-dicken, aromatischen, ganzrandigen Laubblätter. Die Spaltöffnungen sind meist paracytisch, seltener anomocytisch. Das Mesophyll der Blätter enthält sphärische Zellen mit ätherischen Ölen. Weiters finden sich im Mesophyll Kristall-Drusen aus Kalziumoxalat. Die kleinen Blattleitbündel („minor leaf veins“) besitzen bei Canella keine Phloem-Transferzellen. Es sind keine Nebenblätter vorhanden.

### Blütenstand und Blüten
Die Blüten stehen einzeln oder in zymösen oder traubigen Blütenstände zusammen. Die Blüten sind zwittrig. Die Blütenhülle ist in Kelch und Krone unterteilt, meist cyclisch angeordnet, seltener schraubig. Die drei Kelchblätter sind haltbar. Die selten vier, meist fünf bis zwölf Kronblätter sind meist frei, selten verwachsen. Einer anderen Deutung nach sind die drei Kelchblätter Hochblätter. Dann wäre das Perianth gleichartig.
Die sechs bis zwölf (bei Cinnamosma vielen) Staubblätter sind miteinander zu einer Röhre verwachsen. Alle Staubblätter sind fertil. Die Staubbeutel stehen an der Außenseite der Staubblattröhre und öffnen sich mit Längsschlitzen. Jeder Staubbeutel besteht aus zwei bisporangiaten Theken (tetrasporangiat). Die Antherenwand besitzt anfänglich mehr als eine Mittelschicht. Das Tapetum ist drüsig. Der zweizellige Pollen wird als Einzelkörner verbreitet. Die Pollenkörner sind monosulcat, die Apertur kann auch V-förmig oder haarförmig sein.
Das Gynoeceum besteht aus zwei bis sechs verwachsenen Fruchtblättern. Der Fruchtknoten ist oberständig. Die Plazentation ist parietal. Im einzigen Samenfach gibt es zwei bis viele campylotrope, bitegmische, crassinucellate Samenanlagen. Die Samenanlagen stehen horizontal bis aufrecht an der Plazente in Einzel- oder Doppelreihen. Die Mikropyle ist zick-zackförmig. Der Embryosack entwickelt sich nach dem Polygonum-Typ. Der eine Griffel ist kurz und dick, die Narbe zwei- bis sechsfach gelappt.

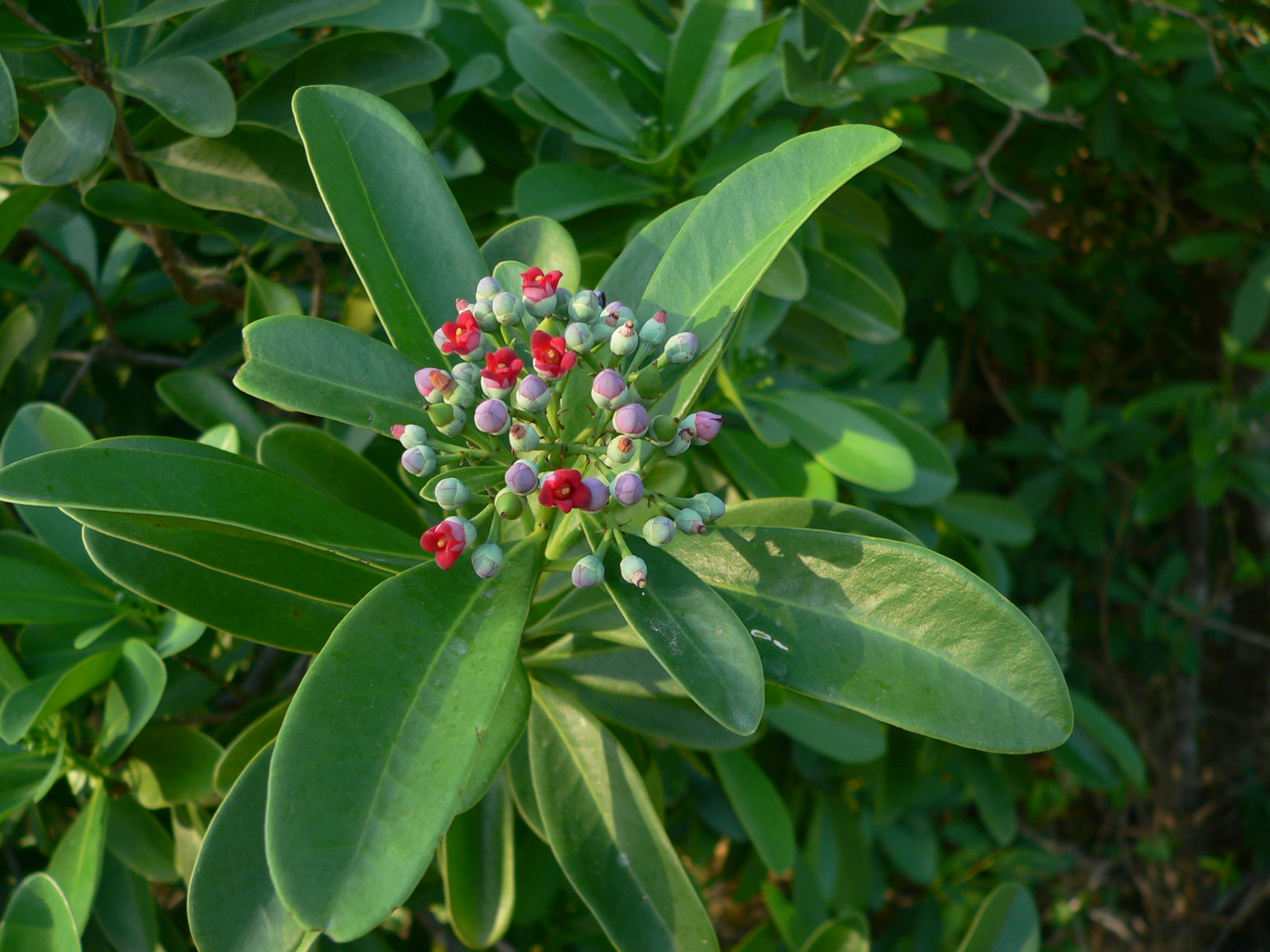
Weißer Zimtrindenbaum (Canella winterana)

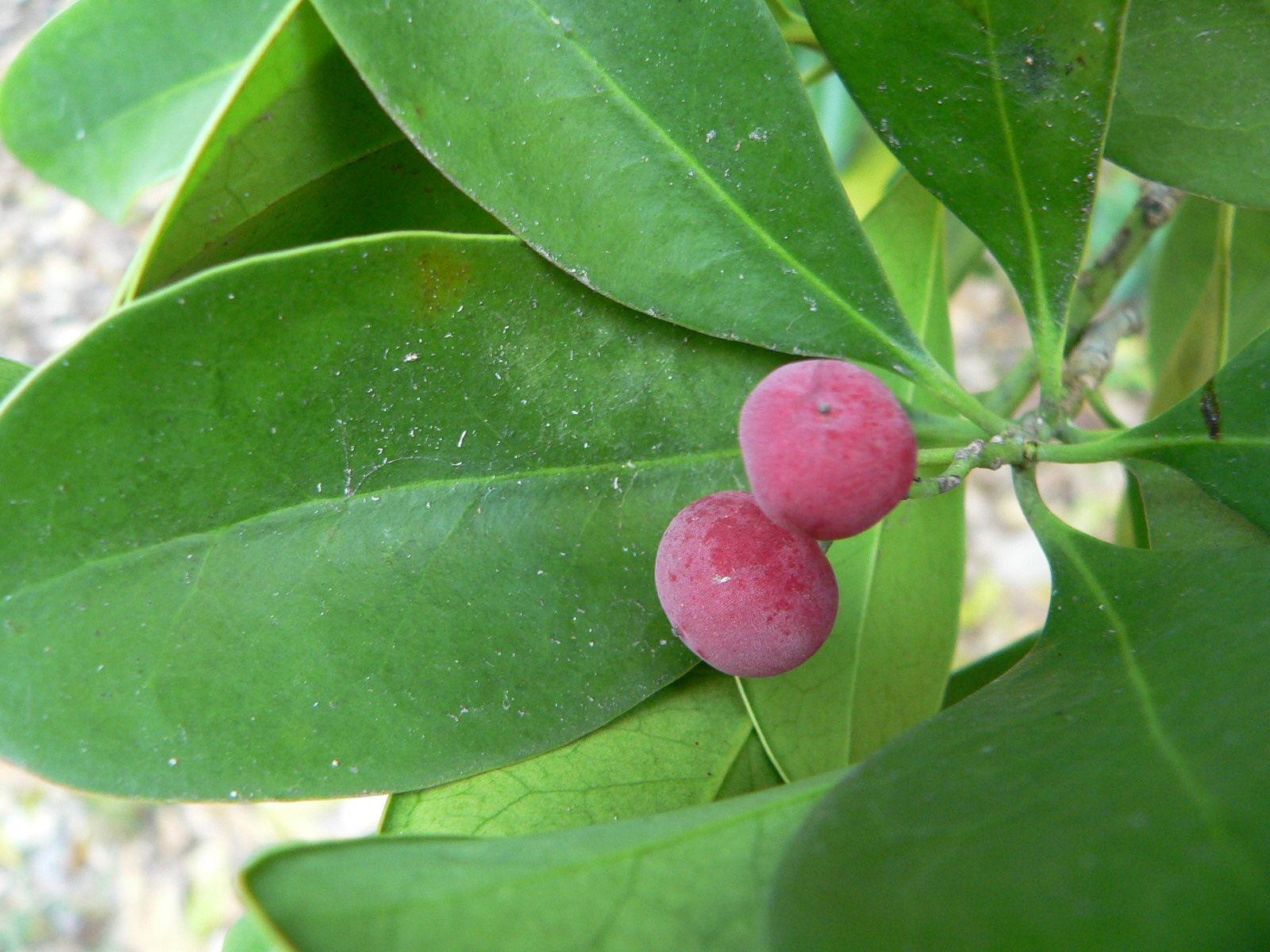
Weißer Zimtrindenbaum (Canella winterana)

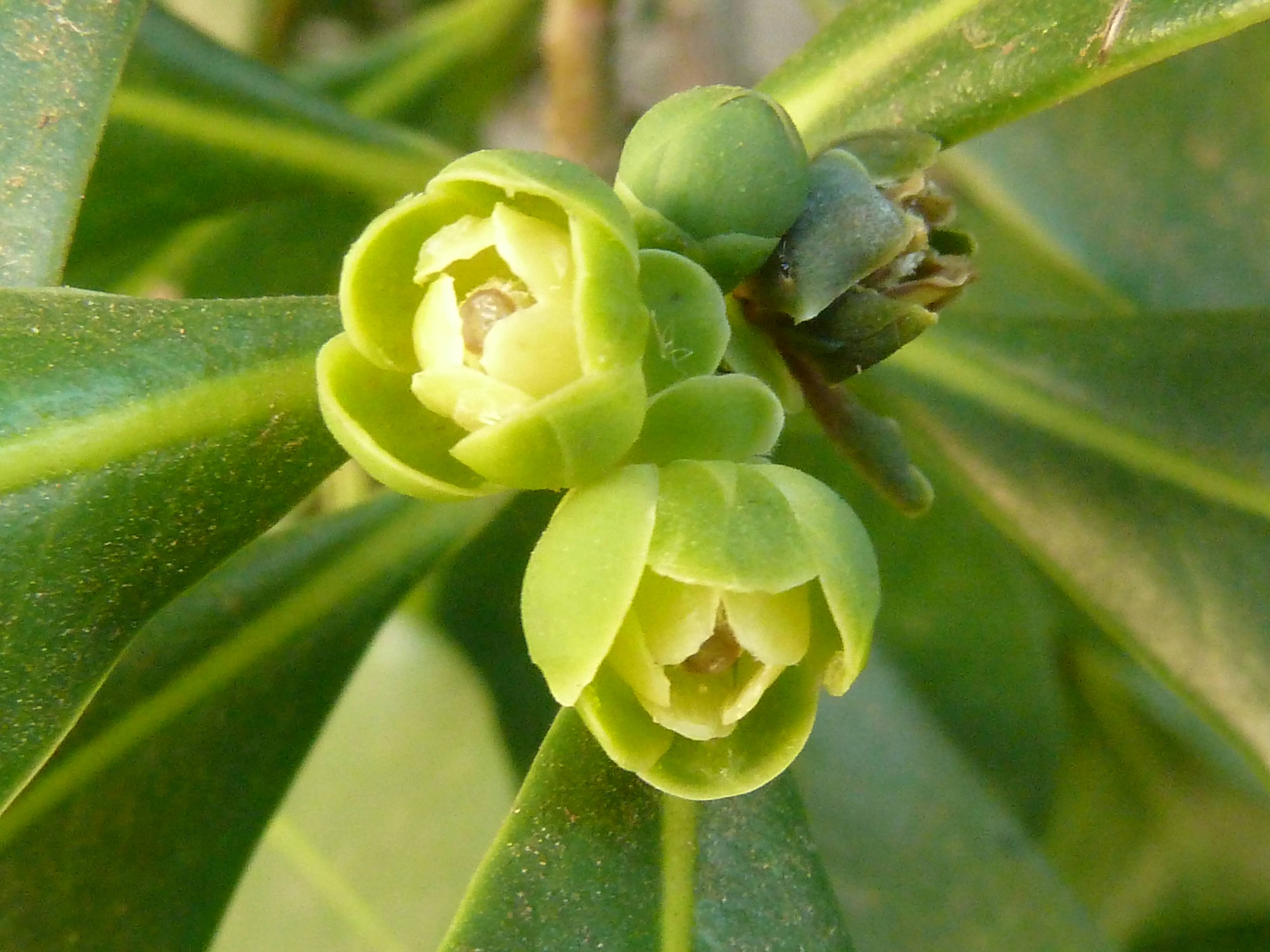
Blüten von Warburgia salutaris

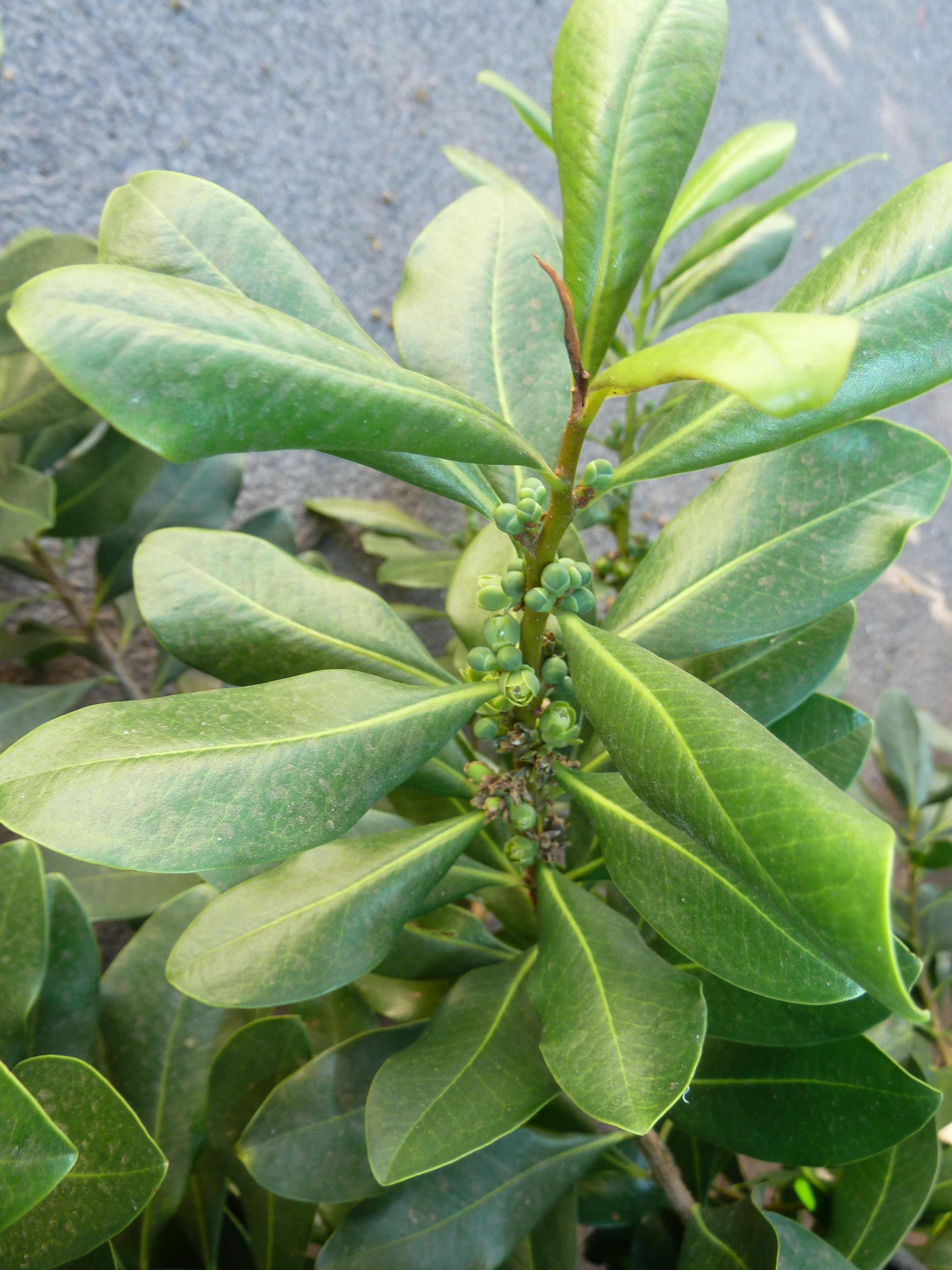
Warburgia salutaris

### Früchte und Samen
Es werden Beeren gebildet, die jeweils 2 bis 100 Samen enthalten. Die äußere Samenschale (Exotesta) ist sklerotisiert. Die Samen enthalten reichlich ölhaltiges Endosperm, das ruminiert (durch die Gewebefalten der Samenschale zerklüftet) oder nicht ruminiert ist. Der relativ kleine, aber deutlich entwickelte Embryo besitzt zwei Keimblätter (Kotyledonen) und ist leicht gekrümmt oder gerade.

### Chromosomensätze
Die Chromosomengrundzahlen betragen x = 11, 13, 14.

### Inhaltsstoffe
Die Arten der Canellaceae bilden Cyanogene Glykoside. Alle bisher untersuchten Arten der Familie enthalten Sesquiterpene des Driman-Typs. Diese Gruppe ist unter den Angiospermen relativ selten und tritt etwa noch bei den verwandten Winteraceae aber auch bei Persicaria hydropiper (Syn.: Polygonum hydropiper) in der Familie der Polygonaceae auf. Polygodial, das unter anderem in Warburgia stuhlmannii und Warburgia ugandensis vorkommt, hat eine fungizide Wirkung.

## Systematik und Verbreitung
Die Familie Canellaceae ist in den Tropen beheimatet. Sie kommt in Südamerika, auf den Antillen und in Süd-Florida sowie in Afrika und auf Madagaskar vor.
Die Familie  Canellaceae umfasst fünf bis sechs Gattungen mit 13 bis 21 Arten:
- Canella P.Browne: Sie enthält nur eine Art:
  - Weißer Zimtrindenbaum[3] (Canella winterana (L.) Gaertn., Syn.: Canella alba Murray): Er ist im südlichen Florida, auf karibischen Inseln und im nordwestlichen Venezuela verbreitet.[4]
- Cinnamodendron Endl. (inkl. Capsicodendron Hoehne): Die etwa zehn Arten sind im tropischen Südamerika und in der Karibik verbreitet.[4]
  - Cinnamodendron corticosum Miers: Aus Jamaika.
- Cinnamosma Baill.: Die etwa drei Arten kommen auf Madagaskar vor.[4]
  - Cinnamosma fragrans Baill.: Sie kommt im westlichen Madagaskar vor.[4]
  - Cinnamosma macrocarpa H.Perrier: Sie kommt im östlichen Madagaskar vor.[4]
  - Cinnamosma madagascariensis Danguy. Mit zwei Varietäten:
    - Cinnamosma madagascariensis var. madagascariensis: Sie kommt im zentralen Madagaskar vor.[4]
    - Cinnamosma madagascariensis var. namoronensis H.Perrier: Sie kommt im südöstlichen Madagaskar vor.[4]
- Pleodendron Tiegh.: Mit etwa drei Arten: 
  - Pleodendron costaricense N.Zamora, Hammel & Aguilar: Sie kommt in Costa Rica vor.[4]
  - Pleodendron ekmanii Urb.: Sie kommt im nördliche Haiti vor.[4]
  - Pleodendron macranthum (Baill.) Tiegh.: Sie kommt in Puerto Rico vor.[4]
- Warburgia Engl.: Die Gattung wurde von Adolf Engler zu Ehren von Otto Warburg benannt. Die etwa vier Arten sind in Afrika verbreitet:[4]
  - Warburgia elongata Verdc.: Sie kommt im östlichen Tansania vor.
  - Warburgia salutaris (G.Bertol.) Chiov.: Sie kommt vom Simbabwe bis KwaZulu-Natal vor.[4]
  - Warburgia stuhlmannii Engl.: Sie kommt vom südöstlichen Kenia bis ins nordöstliche Tansania vor.[4]
  - Warburgia ugandensis Sprague: Mit zwei Unterarten:
    - Warburgia ugandensis subsp. longifolia Verdc.: Sie kommt im südöstlichen Tansania vor.[4]
    - Warburgia ugandensis subsp. ugandensis: Sie kommt vom südöstlichen Äthiopien bis Malawi vor.[4]